# Valvola Regina
La valvola Regina (chiamata anche valvola italiana) è una valvola che è montata su molte camere d'aria per bicicletta. È composta da un corpo esterno, dal gruppo valvola interno e dal tappino metallico di ritenzione dello stelo. La valvola funziona anche senza il tappo metallico, ma questo migliora sicuramente la tenuta dell'aria.

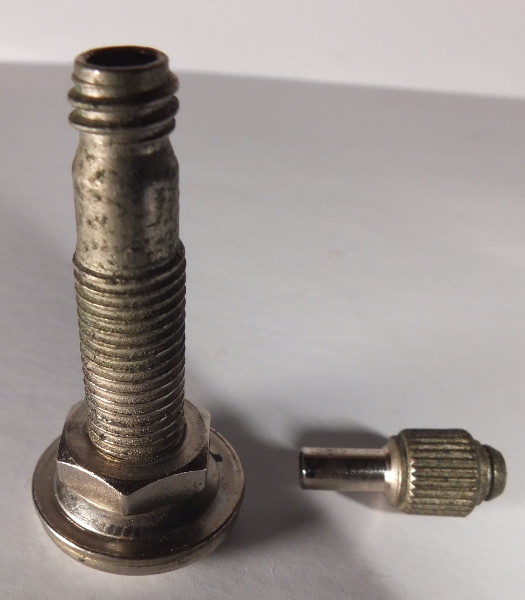
Valvola Regina

## Descrizione
È molto simile alla valvola Presta, ma il tappino che garantisce la chiusura della valvola Regina, va completamente rimosso durante l'operazione di gonfiaggio. Funziona come la valvola Schrader e il perno filettato interno rimane dentro al corpo valvola (senza sporgere). 
Per il resto, è caratterizzata da un gambo esterno filettato per il dado che tiene ancorata la valvola al cerchione, con una seconda filettatura più piccola per un tappo di plastica esterno, che copre la bocca e tutto il meccanismo e che evita incrostazioni di sporcizia e/o ossidazioni alla valvola.